# 卓球王国
卓球王国（たっきゅうおうこく）は、1997年1月に創刊した、卓球専門の月刊誌。
2019年3月現在、卓球専門誌は本誌、『卓球レポート』（タマス、2018年に休刊）、『ニッタクニュース』（日本卓球）と3誌あったが、書店売りをしているは卓球王国のみ。（直接購読する方法もある。取り扱っていれば卓球用品店で購入することも可能）発行・発売は株式会社卓球王国。創刊当初は、予算の関係で雑誌単体としての書店コードが取得できなかった。このため里文出版の「目の眼」の増刊号や、他の出版社の雑誌の増刊号という扱いにして、vol.27まで苦心をして出版を続けていた。書店コードを取得したvol.28（1999年9月号）からは卓球王国の雑誌として出版されている。

## 卓球王国のスタイルや特徴
白黒ページの多かった卓球雑誌の中で、当初からカラーの写真を多く用いた先駆的な編集を行っていた。しかし、卓球雑誌でもっともよく読まれていた卓球レポートに比べると、倍近く値段が高かった。このため、卓球という限られたジャンルである上、主な購読層の一つである卓球をする小学生～中、高生などには財布の負担になり、雑誌としての方針に疑問が寄せられている面もあった。しかし他二誌と比べるとサイズの大きい雑誌に、選手の連続フォームをカラー写真で多数掲載したり、トップ選手の用具の握りを細かく掲載するだけでなく、卓球にあまり親しんでいない人向けの記事を載せるなど、企画の工夫は従来の卓球誌にはなかったものであった。
この雑誌の最大の特徴は、他二誌が卓球用具メーカーの発刊している雑誌であることに対し、卓球用具メーカーから広告こそ取ってはいるものの、出版社として独立した雑誌となっている点である。このため、選手の所属母体や、用具の使用契約に左右されず、取材をしたり競技モデルとして取り上げることが可能となっている。また、企画で使用する用具などについてもほぼ制限無く裁量の範囲で選択することができる。
- 例えば、上記にあるトップ選手の用具の握り（グリップ）を細かく掲載する企画などは、選手の握りと一緒に用具の名前やロゴが写真に入ってしまう。ところが選手によって様々なメーカーの用具を使用しているため、他誌だと写り方によっては、掲載できる写真に制限があった。
- 現在ではこの雑誌恒例の記事となっているが、全日本選手権でランク入り（ベスト16）した選手や全日本選手権ジュニアでベスト8になった選手の使用していたラケット、ラバー、グルーを掲載している。これも従来の雑誌にはなかったもので、トップ選手の用具を知りたいという要望に応えた企画であった。
- 雑誌の特徴を最大限に生かして、複数の卓球用具メーカーのラケット、ラバーなどを集めて、数名の強い選手に試打をさせてコメントを取るという新しいタイプの企画を行っている。一般の人間が、用具を多数用意して同様のことを行うと経済的時間的にかなり負担があり、現実的には試すのが難しかったが、この企画を通して複数の選手のコメントを含め、用具の情報が手軽に得られるメリットは大きかった。また、様々なメーカーの用具を使用して掲載したため、用具のバリエーション及びその選択肢の多さを読者に伝えたというメリットもあった。   
  - それまで卓球王国は、比較的バックナンバーが手に入りやすかった雑誌だった。が、用具の試打についての一連の企画が掲載された号は、その発行部数の少なさも手伝ってバックナンバー含めてすぐに売り切れている。これ以降、用具の情報を得られる利点が認識され、発行部数が拡大していった。

全日本選手権において上位入賞者を大きく取り上げるだけでなく、ランク（ベスト16）決定戦に注目して取材をした記事を掲載するなど、スポーツのドラマ性にも注目し、よりスポーツ誌のスタンスに立った編集を行う工夫をしている記事も扱っている。
卓球レポートを発刊しているタマスからの広告掲載拒否などの軋轢も過去にあったが、この雑誌の存在は、同じ業界にある卓球レポートに、企画内容やカラーページ増加、編集スタイルの変更、雑誌サイズの変更を促す結果となった。
卓球用具は、メーカーの数と新製品の登場する製品のサイクルを合わせると品数が多い。本誌は、メーカーを問わずこれらの情報がコンスタントに得られる存在となっている。

## 卓球グッズ
2001年から年一回、別冊「卓球グッズ」が、卓球用具メーカー各社の新製品を載せたカタログも兼ねた冊子として出版されている。メーカーを問わず新製品（あるいはその時期までに発売されたもの）の情報が一堂に会している雑誌である。近年では新製品のラバーやラケットの試打についてのレポートもこちらに載せられている。

## 内容
- Pick Up、 NEWアイテム、ワールドニュース
- 選手インタビュー
- 技術解説
- 大会報道
- 用具に関するデータ
- 練習事典
- 悩みを自信に変えろ！
- マンガDEルール早分かり
- 奇天烈逆～ション
- 卓球のメンタル
- 中国卓球春秋
- 選手に聞いた！用具のこだわり
- 王国タイムアウト！
- 真説 卓球おもしろ物語
- コラム[記者席からの目線]
- 王国通信
- World Express ワールド通信
- 王国ポスト
- 全国各地の卓球ショップ&卓球場リスト
- 全国各地の大会カレンダー
- 全国各地の記録
- 次号予告
- 編集後記[3]

など
- 創刊号の表紙は福原愛であった。